# Asakawa Hayato
Hayato Asakawa (sinh ngày 10 tháng 5 năm 1995) là một cầu thủ bóng đá người Nhật Bản.

## Sự nghiệp câu lạc bộ
Hayato Asakawa đã từng chơi cho YSCC Yokohama.